# Nicolau Perrenot de Granvelle
 Nicolás Perrenot de Granvela  (Ornans, Franc Comtat; 1484 - Augsburg, Alemanya; 1550). Estadista flamenc sota el Regnat de Carles I d'Espanya.
Doctor en dret, es va introduir a la cort de Carles I d'Espanya, aconseguint un lloc de conseller al Consell d'Estat el 1524. El 1528 va passar a ser secretari de Carles I al costat de Francisco de los Cobos, substituint Lallemand. L'any 1530 va assumir la funció d'assessorar el monarca en els assumptes de política exterior. També va ser ambaixador a la França de Francesc I, en una època en què no es respectaven els drets diplomàtics i va ser fins i tot empresonat. Un dels seus fills Antonio Perrenot de Granvela va ser cardenal.

## Orígens familiars

Escut d'armes de Nicolas de Granvelle i de la seva dona Nicole Bonvalot

Els orígens de la família Perrenot es troben al segle xv dins l'entorn rural de la vall de Loue al Franc Comtat. Més endavant es van instal·lar a Ornans treballant d'artesans. Un membre d'aquesta família, Pierre Perrenot, va esdevenir notari d'Ornans, es va casar amb Etienette Philibert, membre d'una família noble local. Tots dos són els pares de Nicolàs.

## Inicis de la seva carrera professional

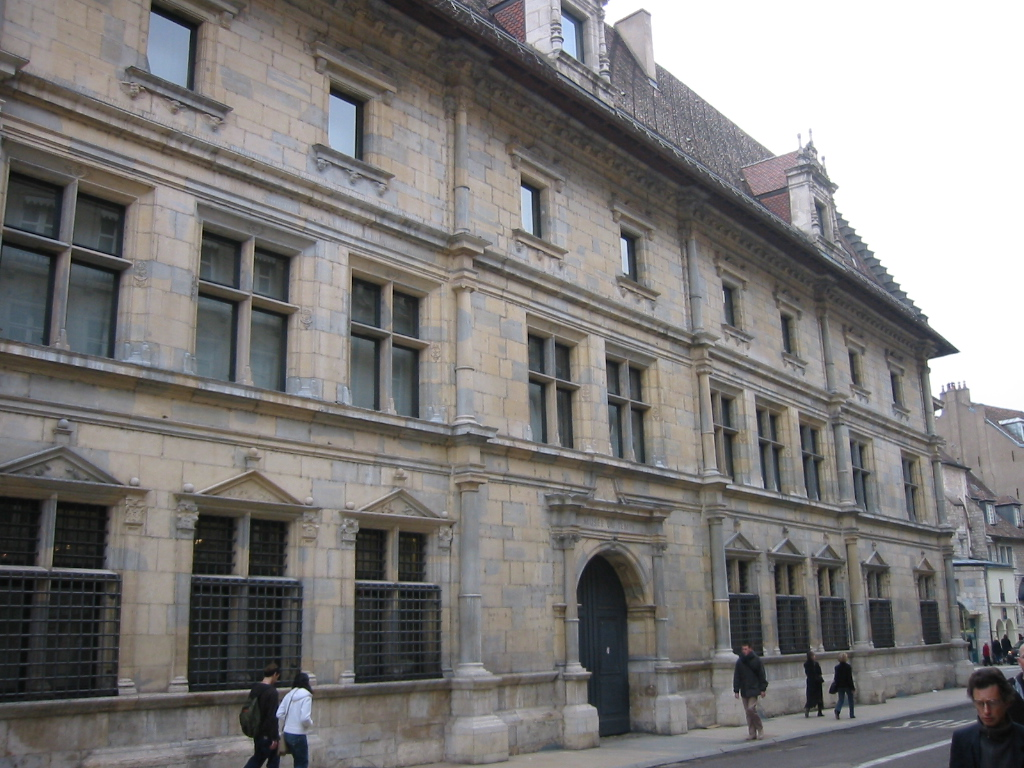
Palau Granvelle i Museu del Temps de Besançon

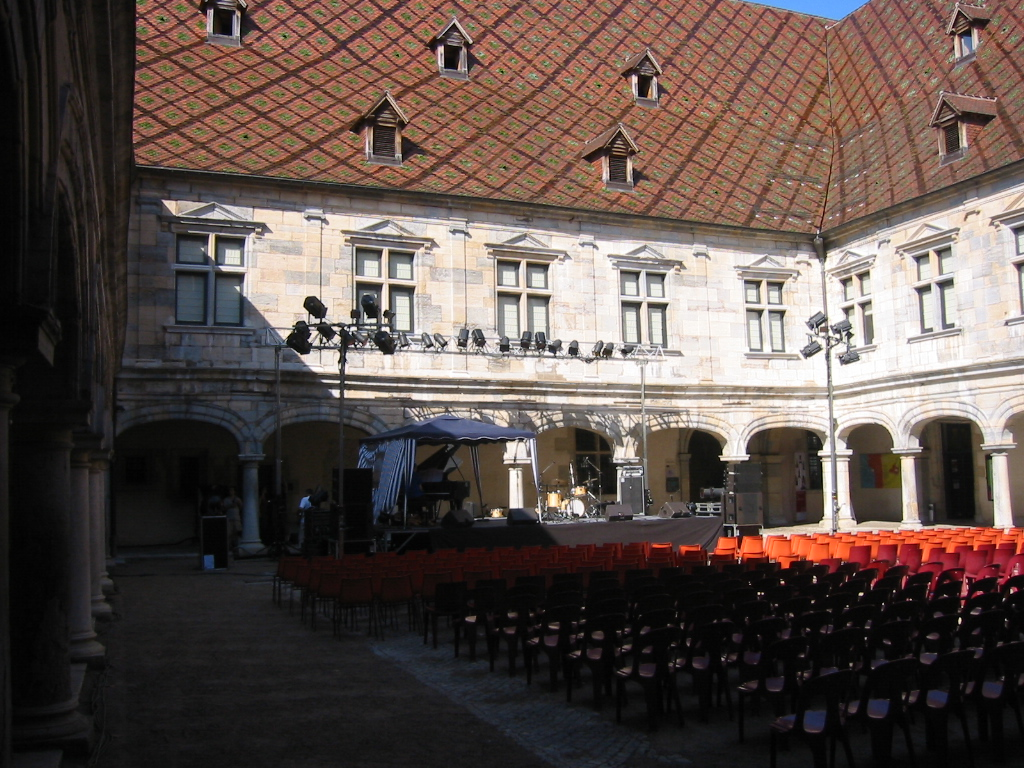
Pati interior del Palau Granvelle

Nicolas Perrenot de Granvelle va anar a la universitat de Dole que aleshores era la capital del Comtat de Borgonya on va cursar estudis de Dret. Després d'un temps treballant d'advocat, amb 34 anys va ser nomenat conseller al parlament del comtat de Borgonya. Aquest parlament formava part del "cercle de Bourgogne" que estava dirigit per un grup de comtes vassalls del Sacre Imperi Romanogermànic però que, com tots els altres cercles imperials gaudia d'una certa autonomia. L'emperador  Carles V era, a més, comte de Borgonya per herència, doncs la seva àvia Maria tenia els títols de duquessa i comtessa de Borgonya.

## Home de confiança de Carles V
El 1519  Carles I de Castella va ser escollit emperador als 19 anys. Nicolas Perrenot de Granvelle comença a treballar com assessor, esdevenint l'home de confiaça fins al punt que l'anomenava « el meu llit de repòs ». Amb càrrec de canceller va aconseguir una gran fortuna i li va donar poder dins el comtat de Borgonya. Des de 1530 va fer d'ambaixador a la cort de Francesc I de França.

## Empresonament a França
El febrer del 1524 Francesc I de França va ser capturat a la batalla de Pavia per les tropes de Carles V i empresonat a Madrid. Al novembre del 1525, Francesc proposava casar-se amb Elionor d'Habsburg, germana de Carles V i vídua del rei de Portugal, i a canvi quan estigués en llibertat, retornaria a Carles els territoris de Borgonya que havien estat patrimoni de l'avi de Carles. Francesc va jurar sobre l'evangeli i va donar la seva paraula d'honor de cavaller que si als sis mesos en llibertat no complia amb l'acordat, ell mateix es lliuraria a la captivitat. Aquest acord es coneix amb el nom de "Tractat de Madrid de 14/1/1526 ". No obstant Francesc havia fet en secret una acta notarial en protesta, que donava per anul·lat el tractat. Per a Carles V, en canvi, la paraula d'honor de cavaller tenia més valor i en veure que passava el temps i no li tornava els territoris promesos, un seguit d'insults a través de l'ambaixador Nicolau Perrenot, es van descarregar sobre el rei de França; cosa que finalment va acabar amb l'empresonament de l'ambaixador, la participació del qual només havia consistit a fer de missatger. L'empresonament només va durar uns mesos, el rei francès va preferir reptar a un duel a Carles i aquest va acceptar, però el missatge va tardar a arribar perquè feia mala mar i el vaixell no podia salpar. Per a quan va arribar, l'enrabiada ja havia passat i Perrenot ja tenia permís per a tornar.

## Possessions
El 1527 va comprar el senyoriu de Grandvelle, situat a Amont.
El 1532 va ser nomenat guardià dels Segells de Carles V.
Entre 1534-1547 el seu estatus i la seva fortuna li permeteren construir-se un palau al carrer principal de Besançon, el sumptuós palais Granvelle que va introduir a Besançon l'arquitectura Renaixentista. Actualment el palau és el museu del temps.

## Vida personal
Es va casar el 1513 amb Nicole Bonvalot, filla de Jacques Bonvalot que tenia el títol de "Chevalier de l'Éperon d'Or" i va ser governador de Besançon entre 1505 i 1533.
Nicolàs i la seva dona van tenir 15 fills, 4 dels quals no van arribar a l'edat adulta:
- Antoine, nascut el 22 de maig de 1514 i mort en la infantesa
- Jeanne, nascuda el 2 de setembre de 1515 i morta en la infantesa
- Marguerite, nascuda el 16 de juliol de 1516, casada en primeres núpcies amb Léonard de Grammont, gruyer(jutge amb jurisdicció sobre els boscos) de Borgonya, i en segones núpcies amb Jean d'Achey, baró de Thoraise
- Antoni, nascut el 26 d'agost de 1517, Cardenal de Granvelle
- Étiennette, nascuda el 24 de març 1518, casada amb Guyon Mouchet, senyor de Château Rouillaud
- Henriette, nascuda el 18 de març de 1519, casada amb Claude Le Blanc, senyor d'Ollans, gruyer de Bourgogne, capità de la guàrdia de sa Altesa Reial de Lorraine.
- Thomas, nascut el 15 de juny de 1521, casat amb Hélène de Bréderode
- Jacqueline, nascuda el 28 de novembre de 1522 i morta en la infantesa.
- Jérôme, nascut el 14 de maig de 1524, senyor de Champagney, gentilhome de la bouche du Roi Catholique, Sutsintendent de Flandes, mort sense descendència el 1554, a causa d'una ferida en un atac a Montreuil
- Marguerite nascuda el 20 d'octubre de 1525 a Malines, casada en primeres núpcies amb Antoine de Laubépin, baró de l'Aigle núpcies i en segones amb Ferdinand de Lannoy, duc de Boyanne
- Anne, nascuda el gener de 1526 o1527, a Malines, casada amb Marc de Beaujeu, gruyer de Bourgogne, segnyor de Montot
- Laurence, nascuda el 3 de març de 1528, a Besançon, casada amb Claude de Chalant, baró de Verjon, i en segones núpcies amb Pierre de Montluel,[8] senyor de Chateaufort i de Corcelles, batlle de Bugey
- Françoise, nascut el 9 de gener de 1531 a Bruxelles, bessona de Charles, morta en la infantesa.
- Charles, bessó de Françoise, nascut el 9 de gener de 1531, a Bruxelles, protonotari, arxidiaque de Besançon, Abat del Parc a Sicília i de l'Abadia de Notre-Dame de Faverney, al Comtat de Borgonya
- Frédéric, nascut a Barcelona el 2 d'abril de 1536, senyor de Champagney a la mort del seu germà Jérôme el 1554. Governador d'Anvers i Conseller del Consell d'estat del rei Felip II, casat amb Constance de Berchem. Va ser expulsat dels Països Baixos i va morir a Dole el 1600